# Quần đảo Revillagigedo

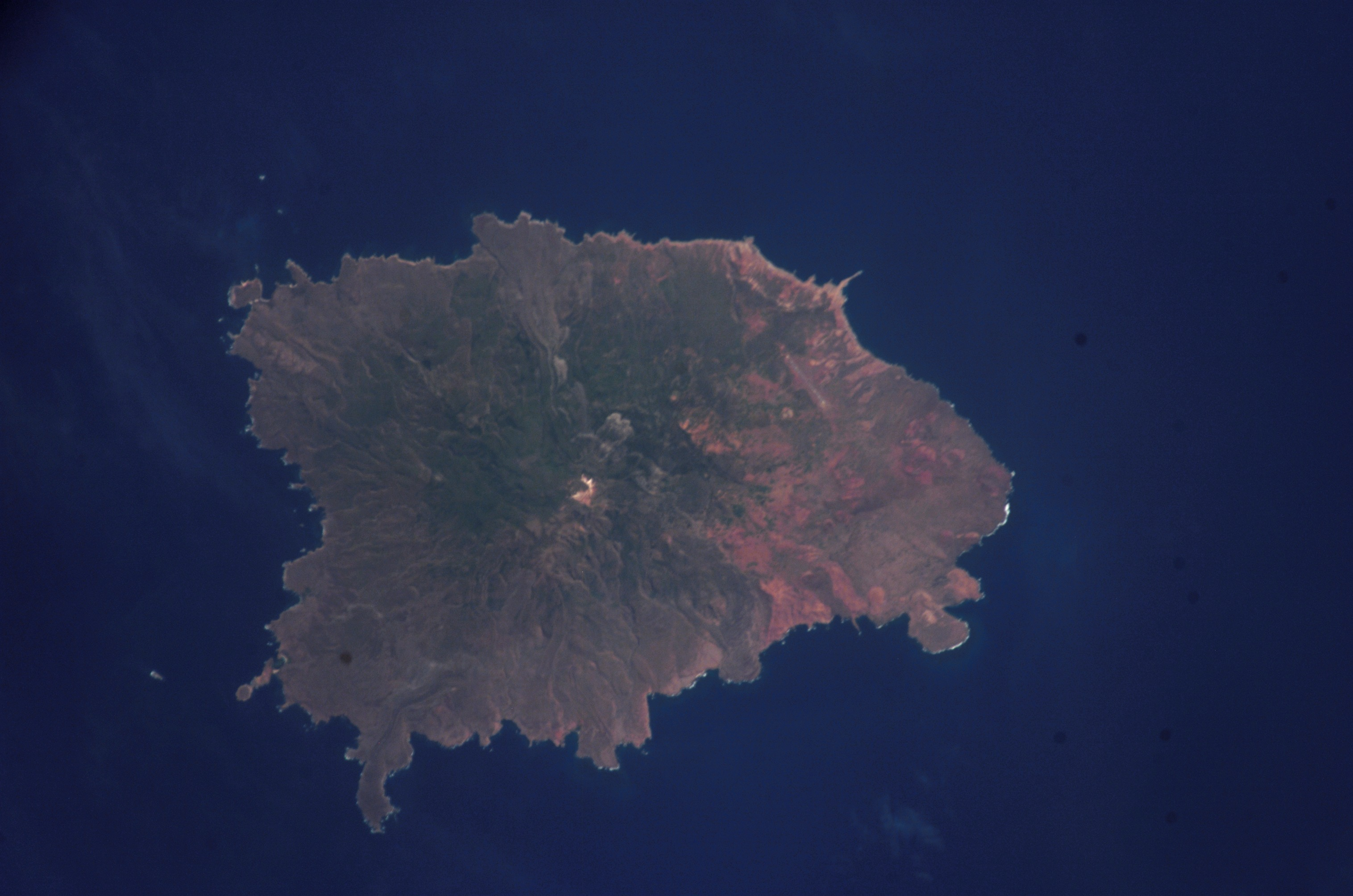
Socorro nhìn từ không trung. Bắc đảo là bên tay trái.

Nhóm đảo Revillagigedo (tiếng Tây Ban Nha: Islas Revillagigedo, IPA: [reˈβiʝa xiˈxeðo]) hoặc quần đảo Revillagigedo là nhóm gồm 4 đảo núi lửa nằm ở Thái Bình Dương. Nằm về phía tây nam của Cabo San Lucas (mũi phía nam của Bán đảo Baja California) khoảng 390 km và nằm về phía tây của Manzanillo 720–970 km, nhóm đảo được biết đến với hệ sinh thái vô cùng độc đáo của nó. Xét về mặt hành chính, nó là một phần của Manzanillo, bang Colima từ năm 1861 nhưng vẫn thuộc thẩm quyền của Liên bang Mexico.

## Địa lý
Tổng diện tích của quần đảo là 157,81 km² (60,93 mi2, trải rộng từ đông sang tây 420 km (261 dặm). Phía nam của đảo Socorro là một căn cứ hải quân với khoảng 45 người. Trong khi đó, một đơn vị đồn trú nhỏ của hải quân trên đảo Clarion có khoảng 9 người. Các hòn đảo đều không có dân cư sinh sống. Các hòn đảo được đặt tên của Don Juan Vicente de Güemes, Bá tước thứ hai của Revillagigedo vị phó vương thứ 53 của Tân Tây Ban Nha.
Nhóm đảo bao gồm 4 hòn đảo là: San Benedicto, Socorro, Roca Partida và Clarion. Đỉnh cao nhất là Evermann (1130 mét) nằm trên đảo Socorro. Trong khi 3 hòn đảo San Benedicto, Socorro và Roca Partida nằm gần nhau (múi giờ UTC-07:00 miền núi) thì đảo Clarion tương đối xa so với các đảo còn lại (cách 200 km) nên nó có múi giờ UTC-08:00 (Múi giờ Thái Bình Dương). Trong khi phần lớn giờ ở Colima lại là UTC-06:00 (Múi giờ miền Trung).
Revillagigedo là một trong ba nhóm đảo của Mexico ở Thái Bình Dương không nằm trên thềm lục địa, cùng với Đảo Guadalupe và Rocas Alijos.

## Sinh thái học
Quần đảo là nơi có nhiều loại động thực vật đặc hữu, đôi khi còn được biết đến với tên gọi "tiểu Galápagos của Mexico". Nó được công nhận là vùng sinh thái trên cạn đặc biệt, một phần của Khu vực sinh thái Tân nhiệt đới. Trong số các đảo, Socorro là nơi có sự đa dạng về động thực vật và địa hình nhất. Ngày 4 tháng 6 năm 1994, Chính phủ đã thành lập khu vực như là một khu dự trữ sinh quyển quốc gia.
Theo Quỹ Quốc tế Bảo vệ Thiên nhiên, 14 trên tổng số 16 khu vực chim nơi đây được phân loại như là một vùng chim quan trọng với rất nhiều các loài chim biển đặc hữu. Đáng chú ý trong số này phải kể đến loài Hải yến và Hải âu mày đen